# Argos (race ovine)
Pour les articles homonymes, voir Argos.
L'Argos est une race de mouton domestique originaire de Grèce. Elle est principalement élevée pour une production de lait.

## Présentation
L'Argos est une race ovine originaire du Péloponnèse, et plus particulièrement de la région d'Argos et de Messénie, dans le Sud de la Grèce.
C'est un animal à la toison blanche avec des taches noires autour des yeux, sur les pattes et le museau. La race ne porte pas de cornes et possède une grosse queue « en forme d'entonnoir ». Le bélier pèse en moyenne 70 kg pour une hauteur au garrot 85 cm. La brebis, légèrement plus petite, mesure 70 cm pour 59 kg. La femelle peut produire entre 140 et 160 kg de lait sur l'année. Comparée aux autres races grecques, l'Argos est une race prolifique avec une production de lait élevée.
Au début du XXIe siècle, la race est en danger d'extinction ; sa population ne s'élevant qu'à quelques centaines d'individus. Sa population continue de diminuer et au début des années 2020, la population reproductrice est inférieure à 100 individus. Elle est en danger critique d'extinction,.